# Richard Schmidt
Richard Schmidt  (født 23. maj 1987) er en tysk roer, som har vundet en stribe medaljer i otter ved VM, EM og OL.
Han begyndte sin internationale karriere i firer uden styrmand og vandt VM-medaljer i ungdomsklasserne, blandt andet guld ved U/23-VM i 2007, hvor han også vandt sølv ved senior-EM. Året efter var roede han både otter og firer uden styrmand, og i sidstnævnte blev han nummer seks ved OL 2008 i Beijing, mens han i otteren blev nummer fire ved både U/23-VM og senior-EM.
Ved VM 2009 kom hans første store resultat i otteren, der vandt guld. I 2010 var han med til at vinde både EM- og VM-guld i otteren, og herefter opnåede han alle sine store resultater i denne båd. Det blev til endnu et VM i 2011, og tyskerne var derfor storfavoritter ved OL 2012 i London. De vandt også problemfrit deres indledende heat, og i finalen tog de spidsen fra starten og holdt den, skønt de øvrige både pressede godt på, især Canada, der vandt sølv, og Storbritannien på tredjepladsen.
I 2013 var han med til at blive europamester og VM-sølvvinder, stadig i otteren, hvilket gentog sig i 2014 og 2015 og i 2016 blev de igen europamestre. De var derfor igen – sammen med Storbritannien – blandt de store favoritter ved OL 2016 i Rio de Janeiro. De to favoritter vandt planmæssigt de to indledende heats, og i finalen viste briterne sig at være bedst. De vandt med over et sekunds forspring, mens tyskerne fik sølv foran hollænderne på tredjepladsen.
Schmidt var fortsat med, da tyskerne i 2017 blev europamestre, og dette år generobrede de også VM-guldet. Det blev igen til EM- og VM-guld i 2018 og 2019, og i 2020 var han med til at vinde det ottende europamesterskab på stribe. I 2021 blev striben brudt, da tyskerne endte på fjerdepladsen ved EM, men ved OL 2020 (afholdt 2021) i Tokyo var de tilbage på medaljeskamlen med en ny OL-sølvmedalje.